# Edifici a la carretera de Guissona, 4 (Massoteres)
L'Edifici a la carretera de Guissona, 4 és un edifici de Massoteres (Segarra) inclòs a l'Inventari del Patrimoni Arquitectònic de Catalunya.

## Descripció
Es tracta d'un edifici de tres plantes. A la planta baixa, al centre hi ha gran entrada rectangular, amb els angles de les cantonades, arrodonits. Compta amb una porta de fusta de doble batent. A cada costat de l'entrada, hi ha dues de més petites, també són rectangulars, i amb els costats arrodonits. Les portes són de fusta de doble batent, i amb vidriera a la part superior. Aquest planta hi ha imitacions de carreus. Separant aquest planta de la següent, hi ha un imposta amb tres nivells escalonats. En aquesta planta, al centre, hi ha un gran balcó amb forja de ferro, que s'hi accedeix per dues entrades. Les dues comparteixen el mateix contorn que a la part superior acaba en una motllura. A cada costat del balcó, hi ha dues finestres balconeres amb forja de ferro. Tenen també un contorn ressortit que finalitza amb motllura. A la part superior hi ha una obertura rectangular, a sobre de les obertures de la planta de sota. A dalt de tot, trobem una altra imposta que separa les altres plantes, del frontó.